# Eridolius kamikochi
Eridolius kamikochi là một loài tò vò trong họ Ichneumonidae.